# Mario Martín Gijón
Mario Martín Gijón (ur. 1979 w Villanueva de la Serena, Hiszpania) – hiszpański poeta, prozaik i krytyk literacki.
Doktor w zakresie filologii hiszpańskiej, pracował na Uniwersytecie w Marburgu (Niemcy) i Uniwersytecie Masaryka w Brnie (Czechy), obecnie wykłada na Uniwersytecie Estremadurskim (Hiszpania).
Regularnie współpracuje z czasopismami literackimi takimi jak Clarín, Quimera czy Cuadernos Hispanoamericanos, jest też felietonistą El Periódico Extremadura.
W 2009 otrzymał Nagrodę im. Gerardo Diego za książkę José Herrera Petere en el surrealismo, la guerra y el destierro; w 2011, Nagrodę im. Amado Alonso za La patria imaginada de Máximo José Kahn. Vida y obra de un escritor de tres exilios; w 2012, Nagrodę Tigre Juan za Inconvenientes del turismo en Praga y otros cuentos europeos; w 2013 Nagrodę im. Arturo Barea za La Resistencia franco-española (1936-1950). Una historia compartida; w 2017 Nagrodę im. Miguela de Unamuno za Un segundo destierro. La sombra de Unamuno en el exilio español.
Jest autorem zbiorów poezji Latidos y desplantes (2011), Rendicción (2013, przekład angielski, 2020), Tratado de entrañeza (2014) i Des en canto (2019).
Jako prozaik wydał Inconvenientes del turismo en Praga y otros cuentos europeos (2012), Un día en la vida del inmortal Mathieu (2013), Un otoño extremeño (2017) oraz Ut pictura poesis y otros tres relatos (2018). 
Jego utwory tłumaczone były na angielski, francuski, włoski, niemiecki, rumuński, czeski i chiński. 

## Książki

### Poezja
- Latidos y desplantes, Madrid, Vitruvio, 2011.
- Rendicción. Madrid, Amargord, 2013 (traducción al inglés por Terence Dooley: Sur(rendering). Bristol, Shearsman Books, 2020).
- Tratado de entrañeza, Madrid, Polibea, 2014.
- Des en canto, Valparaíso/Barcelona, RIL Editores, 2019.

### Proza
- Inconvenientes del turismo en Praga, Mérida, Editora Regional de Extremadura, 2012.
- Inconvenientes del turismo en Praga y otros cuentos europeos, Oviedo, KRK, 2012.
- Un día en la vida del inmortal Mathieu, Madrid, Ediciones Irreverentes, 2013.
- Un otoño extremeño, Mérida, Editora Regional de Extremadura, 2017
- Ut pictura poesis y otros tres relatos, Valencia, Pre-Textos, 2018.

### Monografie i eseje
- Una poesía de la presencia. José Herrera Petere en el surrealismo, la guerra y el exilio, Valencia, Pre-Textos, 2009.
- Entre el compromiso y la fantasía. La obra narrativa y dramática de José Herrera Petere, Sevilla, Renacimiento (Biblioteca del Exilio), 2010.
- Los (anti)intelectuales de la derecha en España. De Giménez Caballero a Jiménez Losantos, Barcelona, RBA Libros (Tema de Actualidad), 2011.
- La patria imaginada de Máximo José Kahn. Vida y obra de un escritor de tres exilios, Valencia, Pre-Textos, 2012.
- La Resistencia franco-española (1936-1950). Una historia compartida, Badajoz, Servicio de Publicaciones de la Diputación de Badajoz, 2014. Segunda edición: Dos Repúblicas contra el fascismo. Españoles y franceses desde la Guerra Civil a la Segunda Guerra Mundial, Granada, Comares, 2019.
- Voces de Extremadura. El camino de Paul Celan hacia su Shibboleth español, Madrid, Libros de la Resistencia, 2019.

## Nagrody
- 2009 – Premio Internacional Gerardo Diego de Investigación Literaria (za José Herrera Petere en el surrealismo, la guerra y el destierro)
- 2011 – Premio Internacional de Crítica Literaria Amado Alonso (za La patria imaginada de Máximo José Kahn. Vida y obra de un escritor de tres exilios)
- 2012 – Premio Tigre Juan (za Inconvenientes del turismo en Praga y otros cuentos europeos)
- 2013 – Premio Arturo Barea de Investigación Cultural (za La Resistencia franco-española (1936-1950). Una historia compartida)
- 2017 – Premio de Ensayo Miguel de Unamuno (za Un segundo destierro. La sombra de Unamuno en el exilio español)